# Tarrant
Tarrant é uma cidade localizada no estado americano do Alabama, no Condado de Jefferson.

## Demografia
Segundo o censo americano de 2000, a sua população era de 7022 habitantes.
Em 2006, foi estimada uma população de 6608, um decréscimo de 414 (-5.9%).

## Geografia
De acordo com o United States Census Bureau tem uma área de 16,6 km², dos quais 16,5 km² cobertos por terra e 0,1 km² cobertos por água.

## Localidades na vizinhança
O diagrama seguinte representa as localidades num raio de 16 km ao redor de Tarrant.